# 1969 год в истории железнодорожного транспорта
1969 год в истории железнодорожного транспорта

## События
- На железных дорогах СССР начал использоваться прибор для обнаружения нагрева букс (ПОНАБ), устанавливаемый рядом с рельсовым полотном и регистрирующий неисправность (перегрев) буксового узла.[1]
- В Великобритании поезд сошёл с рельсов. 6 погибших, 121 человек ранен.[2].

## Новый подвижной состав

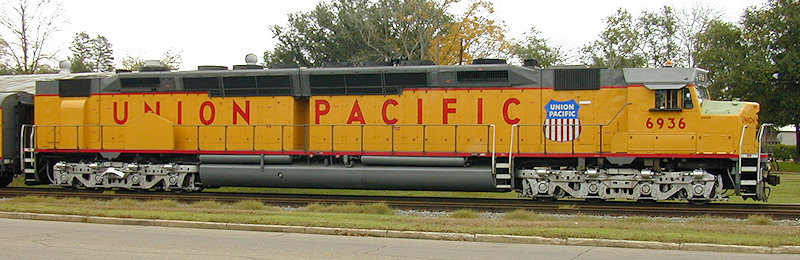
Тепловоз DDA40X-6936

- В США компания EMD начала выпуск тепловозов DDA40X.
- В Польше на заводах компании Pafawag начат выпуск электровозов серии ET22.
- В Чехословакии освоен выпуск мотовозов серии 703.